# Ruggero Calbi
Ruggero Calbi (Ravenna, 1683 – Ravenna, 1761) è stato un medico e poeta italiano.
Studiò medicina a Ferrara, e praticò la professione a Ravenna, e occasionalmente a Guastalla, Bologna e Padova.
Scrisse degli opuscoli di argomento medico (alcuni con lo pseudonimo di Pandolfo Maraviglia), e fu autore di sonetti di ispirazione arcadica. Opere più ambiziose e di carattere enciclopedico furono la Filosofia esposta in sonetti (1715), divisa in cinque trattati, di argomento scientifico, e La Filosofia morale in sonetti di ispirazione muratoriana.